# Ново Насеље (Бијељина)
Ново Насеље је насељено мјесто у граду Бијељина, Република Српска, БиХ. Према попису становништва из 1991. у насељу је живјело 1.290 становника.

## Становништво
| Националност       | 2013.        | 1991.        | 1981.        | 1971.        |
| Срби               | 651 (76,32%) | 56 (4,34%)   | 59 (5,45%)   | 82 (8,91%)   |
| Муслимани          | 43 (5,04%)   | 923 (71,55%) | 568 (52,49%) | 739 (80,32%) |
| Хрвати             | 6 (0,70%)    | 0            | 6 (0,55%)    | 2 (0,21%)    |
| Југословени        | 0            | 27 (2,09%)   | 83 (7,67%)   | 8 (0,86%)    |
| остали и непознато | 153 (17,94%) | 284 (22,01%) | 366 (33,82%) | 89 (9,67%)   |
| Укупно             | 853          | 1.290        | 1.082        | 920          |

| Демографија | Демографија | Демографија |
| Година      | Становника  | Становника  |
| ----------- | ----------- | ----------- |
| 1948.       | 629         |             |
| 1953.       | 735         |             |
| 1961.       | 1.083       |             |
| 1971.       | 920         |             |
| 1981.       | 1.082       |             |
| 1991.       | 1.268       |             |
| 2013.       | 853         |             |

У селу је бројна Ромска национална заједница.